# Ralph Allen Sampson
Ralph Allen Sampson FRS (Schull, 25 de junho de 1866 — Bath, 7 de novembro de 1939) foi um astrônomo britânico.

## Vida
Nasceu em Schull, Condado de Cork, filho de James Sampson, um químico metalúrgico. A família mudou-se para Liverpool, e Sampson estudou no Liverpool Institute High School for Boys e graduou-se no St John's College (Cambridge), em 1888. Recebeu uma bolsa de estudos para realizar pesquisas astronômicas na Universidade de Cambridge. (Ele tinha sido aluno do astrônomo John Couch Adams, auxiliando-o a editar e publicar a parte I do segundo volume dos artigos de Adams, em 1900).
Em 1893 foi professor de matemática do Durham College of Science em Newcastle upon Tyne, sendo eleito em 1895 professor de matemática da Universidade de Durham. Em dezembro de 1910 foi Astrônomo Real da Escócia (até 1937) e professor de astronomia da Universidade de Edimburgo. Fez pesquisas pioneiras em medição de temperatura de cor de estrelas. Realizou pesquisas sobre a teoria do movimento dos quatro satélites galieamos de Júpiter, recebendo por isto a Medalha de Ouro da Royal Astronomical Society de 1928. Foi presidente da Royal Astronomical Society, de 1915 a 1917.
Foi eleito membro da Royal Society em junho de 1903.

## Publicações
- The Eclipses of Jupiter's Satellites (1909)
- The Sun (1914)
- On Gravitation and Relativity (1920)
- Theory of the Four Great Satellites of Jupiter (1921)

## Prémios e honrarias
- 1891 - Prémio Smith
- 1928 - Medalha de Ouro da Royal Astronomical Society[3]
- A cratera lunar Sampson foi batizada em sua homenagem.

## Obituários
- MNRAS 100 (1940) 258– 263
- Obs 63 (1940) 105 (one paragraph)